# Contea di Danzhai
La contea di Danzhai (丹寨县S, DānzhàiP) è una contea della Cina, situata nella provincia del Guizhou e amministrata dalla prefettura autonoma miao e dong di Qiandongnan.